# Goran Karan
Goran Karan (Beograd, 2. travnja 1964.), hrvatski pjevač. Godine 2000. predstavljao je Hrvatsku na Izboru za pjesmu Eurovizije s pjesmom "Kad zaspu anđeli".

## Glazbena karijera
Početkom 80-ih počinje se baviti glazbom u sastavima Epicentar, Zippo, Deveti krug, Big Blue i Crna udovica. Godine 1995. kao vokalni solist sastava "Big Blue" dobiva nagradu za rock-hit godine "Priznaj mi". Iste godine dobiva glavnu ulogu u mjuziklu "Sarajevski krug". Album "Sarajevski krug", kao i prvijenac sastava "Big Blue", izdani su na hrvatskome i engleskom jeziku, uz mnoge koncerte u Austriji, Njemačkoj, Italiji, Francuskoj, te dva gostovanja u Sjedinjenim Američkim Državama.
Početkom 1997. godine Goran Karan započinje solo karijeru, a već 1998. osvaja Zadar-fest s pjesmom "Kazna mi je što te ljubim". Krajem 1998. godine u Beču nastupa u glavnoj muškoj ulozi u mjuziklu "Rock It" u teatru "Ronacher" u bečkoj produkciji sastavljenoj od osam najpopularnijih mjuzikla od kraja 1960-ih godina naovamo: "Jesus Christ Superstar, "Grease", "Hair", "Tommy", itd. 
Godine 1999. objavljuje svoj prvi samostalni album "Kao da te ne volim", koji je rezultat suradnje s proslavljenim splitskim skladateljem Zdenkom Runjićem. Ploča je bila najprodavanija te godine u Hrvatskoj i nagrađena je dijamantnom certifikacijom. Iste godine on pobjeđuje na najprestižnijem hrvatskom festivalu "Melodije hrvatskog Jadrana" s Runjićevom pjesmom "Prozor kraj đardina". U anketi "Slobodne Dalmacije" proglašen je "Pjevačem godine", kao i u izboru i glasovanjima brojnih drugih listova i radio postaja u Hrvatskoj. Pjesma "Lipa si, lipa" pobijedila je na festivalu "Hit ljeta" u Puli. 
Goran Karan imao je do sada niz značajnijih koncerata. Sa "Sarajevskim krugom" nastupio je osam puta u Koncertnoj dvorani "Vatroslav Lisinski" u Zagrebu, dva puta u "Posthofu" u Linzu i u "Theater an der Wien" u Beču. Vrlo uspješno nastupa kao samostalni izvođač, te je zbog velikog interesa u veljači i ožujku 2000. godine održao četiri velika solistička koncerta u Koncertnoj dvorani "Vatroslav Lisinski". Televizijska snimka koncerta na splitskom Peristilu (ljeto 1999. godine) nominirana je za svjetski TV festival "Zlatna ruža Montreauxa". 
U lipnju 2000. godine održao je uspješnu turneju na Zapadnoj obali Sjedinjenih Država, a kraj turneje "Kao da te ne volim" obilježio je spektakularnim koncertom na Trgu bana Josipa Jelačića u Zagrebu, kojeg je snimala Hrvatska radiotelevizija.
Na "Dori 2000." s pjesmom "Kad zaspu anđeli" Goran Karan osvaja prvo mjesto i na Izboru za pjesmu Eurovizije u Stockholmu predstavlja Hrvatsku gdje osvaja deveto mjesto. 
Na dodjeli Porina 2000. godine najugledniju hrvatsku glazbenu nagradu osvojio je u tri kategorije: "Najbolji album zabavne glazbe", "Najbolja muška vokalna izvedba" i "Najbolja vokalna suradnja" (duet s Oliverom Dragojevićem). 
Za novu diskografsku kuću "Cantus" u srpnju 2000. godine, Karan izdaje promotivni singl s pjesmom "Ja sam samo vagabundo", s kojom nastupa na festivalu "Melodije hrvatskog Jadrana 2000" i osvaja nagradu "Zlatni galeb". Krajem srpnja 2000. objavljuje svoj drugi samostalni album pod nazivom "Vagabundo". Album je u Hrvatskoj prodan u preko 30.000 primjeraka i nagrađen platinastom pločom. Na njemu je s kompozitorom Zdenkom Runjićem okupio istu "pobjedničku" ekipu suradnika kao i na prvom albumu. 
Iste godine nastupit će na "Zagrebfestu", održati turneje po Hrvatskoj (s posebnom serijom koncerata "Vagabundo" u kazališnim kućama), Sloveniji (također s "kazališnim" koncertima), Švicarskoj, Njemačkoj, Francuskoj i Slovačkoj. 
U 2001. godini album "Vagabundo" bilježi uspjehe u Turskoj, izdan je u izvornoj verziji, a skladba "Stay With Me" (Ostani u engleskoj verziji) zauzima prva mjesta na turskim top ljestvicama. Krajem godine Karan je boravio u Turskoj gdje je imao nekoliko nastupa u sklopu promotivne turneje; na izboru Ford Super model of the year, u turskoj inačici Big Brothera. Nastupi su izuzetno medijski popraćeni, intervjui za 10 televizijskih postaja kao i za časopis Cosmopolitan. Nakon uspjeha u Turskoj pjesma "Stay With Me" doživjela je mnoge obrade u svijetu (južna Koreja, Njemačka).
Novi album s najvećim hitovima i dvjema novim skladbama, "Dalmatinske suze", objavio je krajem lipnja 2001. godine. Ploča je prodana u zlatnoj tiraži, a s naslovnom pjesmom osvojio je nagradu "Zlatni galeb" na "Melodijama hrvatskog Jadrana" 2001. godine.
Krajem lipnja 2002. godine Goran Karan s naslovnom pjesmom s novog albuma (koji je izašao u kolovozu 2002. godine) "AHOJ", pobjeđuje na "Melodijama hrvatskog Jadrana". U jesen 2002. nastupa u Turskoj na međunarodnom festivalu mediteranske pjesme "Megahit" s engleskom inačicom pjesme "Potonut ću u mrak" i osvaja drugo mjesto.
Godina 2003. započeo je s turnejom po Kanadi, zatim je slijedila turneja po Australiji i Novom Zelandu, te priprema naslovne uloge u hrvatskom mjuziklu Zdenka Runjića "Grgur".
U 2004. godini na Splitskom festivalu osvaja drugu nagradu stručnog žirija s pjesmom "Pristajem na sve", na međunarodnom festivalu "Sunčane skale" u duetu s Ivanom Banfić i pjesmom "Ljubav trebam svaki dan" osvaja drugo mjesto, a na "Ohridfestu" pripala mu je prva nagrada za pjesmu "Svit je luda balota".
Godine 2005. potpisuje ugovor s diskografskom kućom Menart za koju iste godine objavljuje svoj četvrti studijski album, "Od srca do usana", sa 16 skladbi. Album je najavljen uspješnim singlom "Bijele zastave" kojeg je Goran izveo na Dori 2005. Uslijedilo je sudjelovanje na Splitskom festivalu sa skladbom "Ružo moja bila" s kojom je Karan pobijedio i osvojio Grand Prix. Usporedo s izlaskom albuma, Goran je započeo i humanitarnu akciju "Od srca do usana" s kojom je do sredine 2006. obilazio Domove za nezbrinutu djecu.
Goran dalje nastavlja redati nove singlove koji će se naći na njegovom nadolazećem petom studijskom albumu, čiji se izlazak najavljen za studeni 2007. godine. Finale HRF-a 2006. osigurava mu skladba 'Ovo srce'. Ponovni uspjeh postiže i na Festivalu zabavne glazbe Split '06 s pjesmom 'Da me pojubiš' kojoj je pripalo Srebrno jedro publike u superfinalu festivala. Pjesma 'Dite jubavi', inače duet s mladim opernim umjetnikom Sašom Jakelićem, na 9. po redu Festivalu dalmatinske šansone u Šibeniku 2006. godine, dobila je prvu nagradu publike i ponovno Karana vratila na vrhove domaćih top lista. 
Godine 2007. ulazi u finale 11. HRF-a sa skladbom "Vitre moj". A na 10. jubilarnom Festivalu dalmatinske šansone Goran s pjesmom "Dica" osvaja drugu nagradu stručnog žirija. U studenom (15. studenog) Goran je održao veliki koncert u Koncertnoj dvorani Vatroslav Lisinski.
Pri Zagrebfestu 2007. godine nastupao je s Tamburškim orkestrom i zborom Pinkovac s jačkom "Daleko je more", koju je napisao društvu za 30-ljetni jubilej postojanja.

## Albumi
- Kao da te ne volim (1999., Orfej/GIS-Skalinada)
- Vagabundo (2000., Cantus)
- Ahoj (2002., Croatia Records)
- Od srca do usana (2005., PGP RTS)
- Dite jubavi (2008., Menart)
- Čovik tvoj (2013., Scardona)
- Glas Juga (2018., Scardona)

## Vanjske poveznice
- Službena stranica